# Clan Soga
El clan Soga va ser una família aristocràtica japonesa dominant en el segle VII i contribuent d'introduir el budisme al Japó.
Soga Umako (? -626) va vèncer els poderosos clans Mononobe i Nakatomi, que van defensar a la religió nativa Shinto sobre el budisme. Van idear fer de les seves nebodes emperadrius manifestes, seleccionant un dels seus nebots per ser el seu regent. La següent generació alienar a altres famílies aristocràtiques amb les seves arrogants mètodes i després de moltes intrigues i assassinats, el poder Soga va ser aixafat l'any 645 pel príncep Nakano oe, qui es va convertir en l'emperador Tenji, ajudat per Fujiwara Kamatari, fundador del clan Fujiwara.